# Sľažany
Sľažany es un municipio del distrito de Zlaté Moravce en la región de Nitra, Eslovaquia, con una población estimada a final del año 2024 de 1690 habitantes.
Se encuentra ubicado al noreste de la región, a unos 120 km al este de Bratislava, cerca de la frontera con las regiones de Banská Bystrica y Trenčín.

## Demografía
| Año        | 1994 | 2004    | 2014    | 2024    |
| ---------- | ---- | ------- | ------- | ------- |
| Población  | 1711 | 1704    | 1719    | 1690    |
| Diferencia |      | −0,40 % | +0,88 % | −1,68 % |

| Año        | 2023 | 2024    |
| ---------- | ---- | ------- |
| Población  | 1688 | 1690    |
| Diferencia |      | +0,11 % |